# Circolo Nautico Posillipo 2022-2023
Il Circolo Nautico Posillipo nella stagione 2022-2023 partecipa al massimo campionato di pallanuoto maschile.
Gioca le sue partite interne alla Piscina Felice Scandone di Napoli.

## Rosa 2022-2023
| N° |                     | Ruolo | Giocatore              |
| -- | ------------------- | ----- | ---------------------- |
|    | Italia (bandiera)   | P     | Roberto Spinelli       |
|    | Italia (bandiera)   | P     | Lorenzo Carl Lindstrom |
|    | Italia (bandiera)   | P     | Vittorio Pizzo         |
|    | Italia (bandiera)   | D     | Andrea Maria Scalzone  |
|    | Italia (bandiera)   | D     | Antonio Picca          |
|    | Italia (bandiera)   | D     | Manuel Lanfranco       |
|    | Italia (bandiera)   | D     | Agostino Maria Somma   |
|    | Ungheria (bandiera) | D     | Milos Milicic          |
|    | Italia (bandiera)   | A     | Domenico Iodice        |
|    | Italia (bandiera)   | A     | Lorenzo Briganti       |

| N° |                        | Ruolo | Giocatore                 |
| -- | ---------------------- | ----- | ------------------------- |
|    | Stati Uniti (bandiera) | A     | Tyler Abramson            |
|    | Stati Uniti (bandiera) | A     | Ben Stevenson             |
|    | Italia (bandiera)      | A     | Matteo De Florio La Rocca |
|    | Italia (bandiera)      | CV    | Giuliano Mattiello        |
|    | Italia (bandiera)      | CB    | Julien Lanfranco          |
|    | Italia (bandiera)      | CB    | Emiliano Aiello           |
|    | Italia (bandiera)      | CB    | Marcello Calì             |
|    | Italia (bandiera)      | CB    | Ernesto Maria Serino      |
|    | Italia (bandiera)      | CV    | Paride Saccoia            |
|    | Italia (bandiera)      | CV    | Marco Napolitano          |

### Staff tecnico
- Allenatore: Roberto Brancaccio
- Medico Sociale: Guglielmo Lanni
- Preparatore Atletico: Alessandro Fusco
- Fisioterapista: Silvio Ausiello